# Chutes de la rivière Rideau
Les chutes de la rivière Rideau ou chutes Rideau (« Rideau Falls » pour les anglophones) sont des chutes situées à la confluence de la rivière Rideau dans la rivière des Outaouais, au Canada, en aval d'Ottawa.
Les chutes Rideau font 11 mètres de hauteur et on doit leur nom au célèbre explorateur Samuel de Champlain, qui pendant son voyage à Ottawa, a dit de ces chutes qu'elles ressemblaient à un grand rideau. Le canal Rideau a été construit pour contourner ces chutes et celles de Hog's Back.

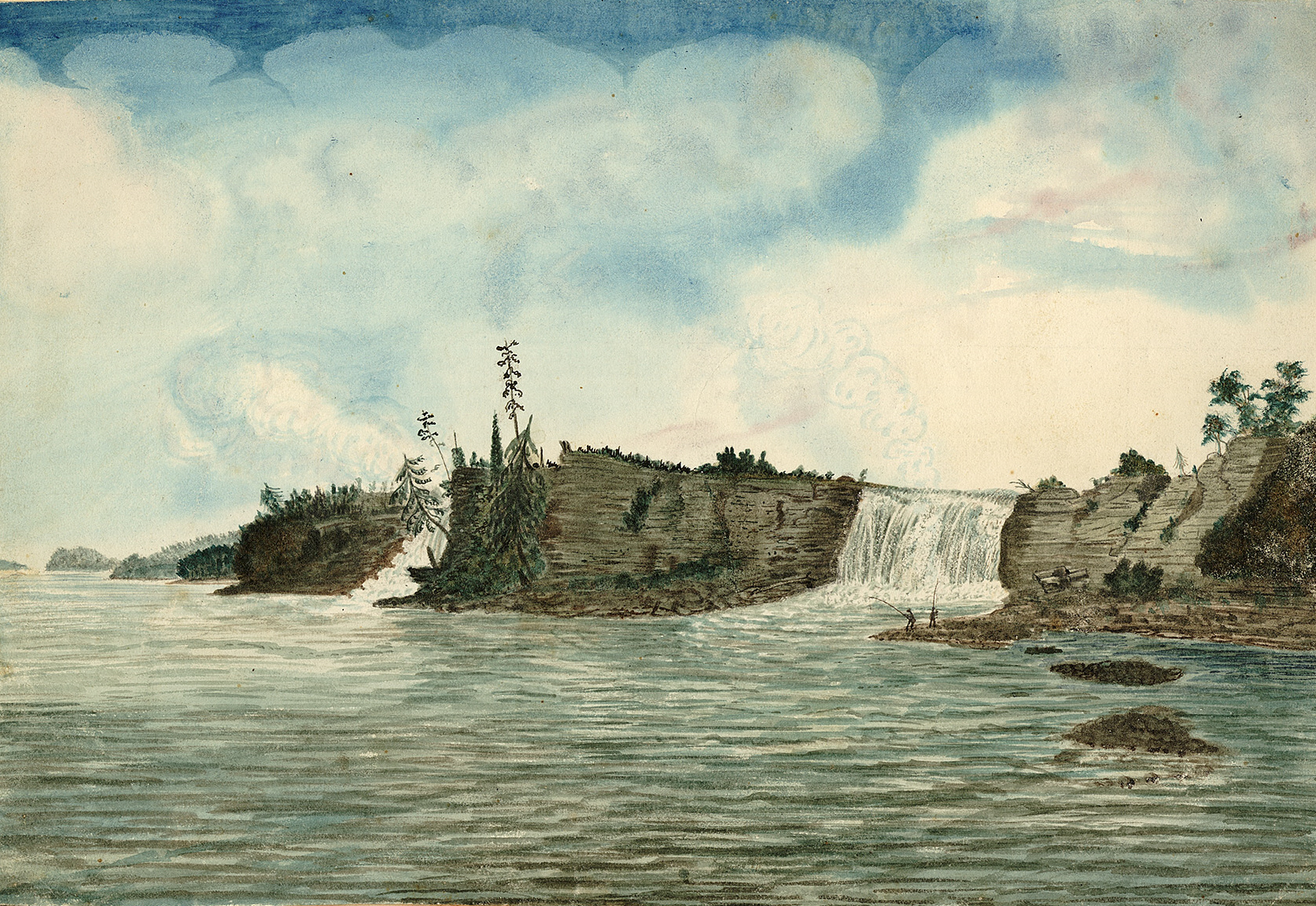
Les chutes de la rivière Rideau dans la rivière des Outaouais, peintes en 1876 par Thomas Burrowes qui a été durant 20 ans (1826 à 1846) employé (civil) du projet du canal Rideau.